# ジョシュ・マクロバーツ
ジョシュ・マクロバーツ（Josh McRoberts）ことジョシュア・スコット・マクロバーツ（Joshua Scott McRoberts, 1987年2月28日 - ）は、アメリカ合衆国インディアナ州インディアナポリス出身のバスケットボール選手。身長208cm、体重108kg。ポジションはパワーフォワード/センター。

## 経歴
ハイスクールでは、マクドナルド・オールアメリカン・ゲームでMVPに輝き、ハイスクール、ナンバーワンのパワーフォワードと呼ばれ、デューク大学に進み、在学中にアーリーエントリーし、2007年のNBAドラフトで全体の37位指名をポートランド・トレイルブレイザーズから受けNBA入り。ルーキーシーズンの2007-08シーズンは8試合に出場したのみで、Dリーグにアサインされた。
2008年6月26日、ドラフト指名権と交換で、故郷のチーム、インディアナ・ペイサーズにトレードされた。
2011年12月14日, ロサンゼルス・レイカーズと2年600万ドルの契約を結んだ。
2012年8月10日に、オールスター選手ドワイト・ハワードのトレードの一部に巻き込まれ、オーランド・マジックにトレードされた。
2013年2月21日、シャーロット・ボブキャッツにトレードされた。
2013年7月11日に、シャーロット・ボブキャッツと再契約し、2014年3月28日、キャリアハイの24得点をあげ、シーズンも78試合でスターターとして出場し、プレーオフにもスターターとして出場し最高のシーズンとなった。シーズン終了後の4月30日に左爪先の遊離骨の除去手術に成功した。2014年7月、マイアミ・ヒートに移籍した

## プレイスタイル
サイズは普通だが、跳躍力、機動力を持ち、ロングレンジのショットも放て、パスセンスもあることから使いやすいビッグマンである。